# Kanoya
Kanoya (鹿屋市 Kanoya-shi?) es una ciudad en la prefectura de Kagoshima, Japón, localizada al sureste de la isla de Kyūshū. Tenía una población estimada de 100 880 habitantes el 1 de marzo de 2021 y una densidad de población de 225 personas por km².

## Geografía
Kanoya se encuentra aproximadamente en el corazón de la península de Ōsumi, con límites urbanos que se extienden aproximadamente 20 kilómetros (12 millas) de este a oeste y 41 kilómetros (25 millas) de norte a sur. Las montañas Takakuma se extienden hacia el noroeste de la ciudad y las montañas Kimotsuki hacia el sureste. Entre ambas cordilleras se encuentran las mesetas de Kasanohara y Kanoyahara. Las llanuras de Kimotsuki se extienden por las llanuras aluviales del río Kimotsuki, que atraviesa el centro de Kanoya. En la parte occidental de la ciudad se encuentra la bahía de Kinkō (parte de la bahía de Kagoshima), que discurre a lo largo de la costa.

### Municipios adyacentes

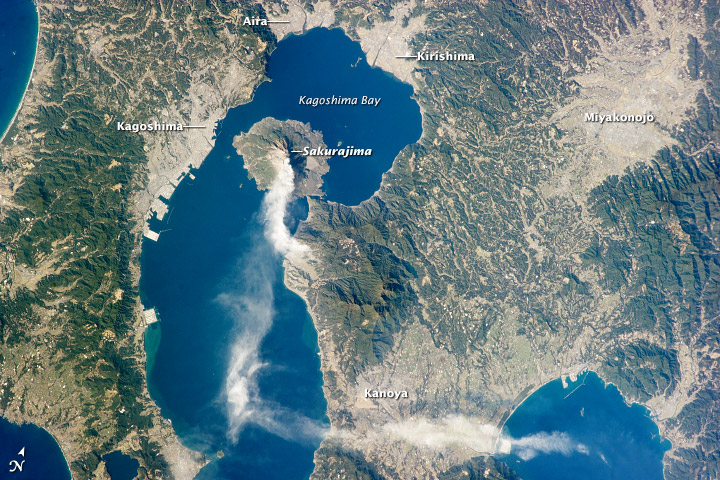
Imagen tomada desde la Estación Espacial Internacional mostrando Kanoya y sus alrededores en el 10 de enero de 2013

- Higashikushira
- Kimotsuki
- Kinkō
- Kirishima
- Ōsaki
- Soo
- Tarumizu

### Clima
La ciudad tiene un clima subtropical húmedo (Cfa en la clasificación climática de Köppen). La temperatura media anual en Kanoya es de 17.2 °C. La precipitación media anual es de 2537 mm siendo junio el mes más lluvioso. Las temperaturas son más altas en promedio en agosto, alrededor de 27.2 °C, y más bajas en enero, alrededor de 7.2 °C.
| Parámetros climáticos promedio de Kanoya | Parámetros climáticos promedio de Kanoya | Parámetros climáticos promedio de Kanoya | Parámetros climáticos promedio de Kanoya | Parámetros climáticos promedio de Kanoya | Parámetros climáticos promedio de Kanoya | Parámetros climáticos promedio de Kanoya | Parámetros climáticos promedio de Kanoya | Parámetros climáticos promedio de Kanoya | Parámetros climáticos promedio de Kanoya | Parámetros climáticos promedio de Kanoya | Parámetros climáticos promedio de Kanoya | Parámetros climáticos promedio de Kanoya | Parámetros climáticos promedio de Kanoya |
| Mes                                      | Ene.                                     | Feb.                                     | Mar.                                     | Abr.                                     | May.                                     | Jun.                                     | Jul.                                     | Ago.                                     | Sep.                                     | Oct.                                     | Nov.                                     | Dic.                                     | Anual                                    |
| ---------------------------------------- | ---------------------------------------- | ---------------------------------------- | ---------------------------------------- | ---------------------------------------- | ---------------------------------------- | ---------------------------------------- | ---------------------------------------- | ---------------------------------------- | ---------------------------------------- | ---------------------------------------- | ---------------------------------------- | ---------------------------------------- | ---------------------------------------- |
| Temp. máx. media (°C)                    | 12                                       | 12.9                                     | 15.9                                     | 20                                       | 23.6                                     | 26.5                                     | 30.4                                     | 30.9                                     | 28.5                                     | 23.7                                     | 19.2                                     | 14.9                                     | 21.5                                     |
| Temp. media (°C)                         | 7.2                                      | 8.2                                      | 11.2                                     | 15.4                                     | 19.3                                     | 22.9                                     | 27                                       | 27.2                                     | 24.7                                     | 19.2                                     | 14.3                                     | 9.8                                      | 17.2                                     |
| Temp. mín. media (°C)                    | 2.5                                      | 3.6                                      | 6.5                                      | 10.9                                     | 15.1                                     | 19.3                                     | 23.6                                     | 23.5                                     | 20.9                                     | 14.8                                     | 9.5                                      | 4.7                                      | 12.9                                     |
| Precipitación total (mm)                 | 77                                       | 115                                      | 161                                      | 215                                      | 261                                      | 466                                      | 386                                      | 302                                      | 233                                      | 134                                      | 106                                      | 81                                       | 2537                                     |
| Fuente:                                  |                                          |                                          |                                          |                                          |                                          |                                          |                                          |                                          |                                          |                                          |                                          |                                          |                                          |

## Demografía
Según los datos del censo japonés, la población de Kanoya ha crecido levementemente en los últimos 40 años. Dentro de la prefectura de Kagoshima, Kanoya es la tercera ciudad más poblada por detrás de Kagoshima y Kirishima.
| Gráfica de evolución demográfica de Kanoya entre 1940 y 2015 |
|                                                              |
| Oficina de Estadística de Japón                              |

## Historia
La zona de Kanoya formaba parte de la antigua provincia de Ōsumi y de Shimazu-shō, una vasta finca señorial shōen en Ōsumi, Satsuma, que se inauguró a finales del período Heian y que evolucionó hasta convertirse en el Dominio de Satsuma durante el período Edo. Tras la Restauración Meiji, se fundó la aldea de Kanoya con la creación del sistema municipal moderno el 1 de abril de 1889. Kanoya fue elevada a la categoría de pueblo el 31 de diciembre de 1912. El 27 de mayo de 1941, Kanoya se fusionó con las aldeas de Hanaoka y Oaira para formar la ciudad de Kanoya. En 2006, la ciudad original de Kanoya se expandió tras la fusión de las localidades de Aira y Kushira, en el districto de Kimotsuki, y Kihoku, en el distrito de Soo. La ciudad original de Kanoya se estableció como municipio el 27 de mayo de 1941 (Día Conmemorativo de la Marina).

## Economía
Kanoya tiene una economía centrada principalmente en la agricultura, la pesca, la ganadería y el procesamiento de alimentos. Las especialidades de Kanoya incluyen el cerdo Berkshire, el cacahuete, los pollos de engorde y la batata.

## Transporte

### Ferrocarril
Kanoya es la ciudad más poblada de Japón, fuera de la prefectura de Okinawa, que no cuenta con servicio ferroviario de pasajeros, tras el cierre de la línea Ōsumi [ja] en 1987.
La estación más cercana es la de Shibushi, en la línea JR Kyushu Nichinan, pero la estación más cercana en términos prácticos es la de Kagoshima-Chūō, en el Kyushu Shinkansen. En ambos casos, se tarda más de una hora en coche privado o dos horas en autobús para llegar a la estación.

### Carretera
- Autopista Higashikyushu
- Ruta Nacional 220
- Ruta Nacional 269
- Ruta Nacional 504

## Lugares de Interés
- Museo de la Base Aérea de Kanoya
- Presa Takakuma